# Бикини атол
Атол Бикини (маршалски: Pikinni, што значи „место кокоса“), у периоду између 1800-их и 1946 познат и као атол Ешолц (Eschscholtz Atoll), је корални гребен у склопу Маршалских острва који се састоји од 23 мања острва која окружују централну лагуну површине 594,1 км². После Другог светског рата, 1946. године, острва и лагуна били место 23 нуклеарне пробе које су Сједињене Америчке Државе извршиле до 1958. Због тога су становници овог атола присилно пресељени.
Атол се налази на северном крају острвског ланца Ралик, удаљен око 850 км северозападно од главног града Маџура. Године 1970. око 100 становника враћено је на острво, али су научници у мају 1977. открили опасно високе нивое стронцијума-90 у води из бунара, а становници су у својим организмима имали недозвољено високе концентрације цезијума-137, због чега су 1980. године поново евакуисани. Атол данас спорадично посећују рониоци и научници, а на њему живи мања група старатеља, међу којима су и потомци острвљана који су 1946. пресељени са острва.
Унеско је утврдио да Бикини атол симболизује зору нуклеарног доба и 3. августа 2010. прогласио га је светском баштином.

## Етимологија
Енглеско име острва потиче од немачког колонијалног назива Бикини датог атолу када је био део Немачке Нове Гвинеје. Немачки назив је транслитерован од маршалског имена острва Пикини (Pikinni: Пик - „равна површина“ и Ни - „кокосово дрво“ или „површина кокоса“).

## Историја
Људи насељавају атол Бикини већ око 3.600 година. Испод слоја песка дебљине око 1 м пронађени су делови дрвеног угља, рибље кости, шкољке и други археолошки артефакти. Методом радиоактивног угљеника утврђено је да датирају између 1960. и 1650. године пре нове ере. Друга археолошка открића датирају из различитих периода, од 1000. године пре нове ере до 1400. године нове ере.
Први Европљанин који је забележио постојање Маршалских острва био је шпански морепловац Алваро де Саведра. Он је септембра 1529. године, када је својим бродом Ла Флорида покушавао да се врати у Нову Шпанију, уцртао ова острва као Buenos Jardines („Добри вртови“ на шпанском), међутим Маршалска острва нису имала богатстава која би подстакла веће истраживање или мапирање. Британски капетан Семјуел Волис случајно је наишао на атоле Ронгерик и Ронгелап док је пловио од Тахитија до Тинијана, а његови сународници, поморски капетани Џон Маршал и Томас Гилберт су 1788. обавили делимична истраживања.
Први западњак који је угледао атол почетком 19. века био је капетан и истраживач Ото фон Коцебу, балтички Немац, који је пловио у служби Руске империје. Током 1816. и 1817. посетио га је три пута Атол је назвао Ешолц по Јохану Фридриху фон Ешолцу, природњаку који је пловио на његовом броду. Балтички Немци су користили атол за производњу кокосовог уља, али су ретко имали контакт са домородачким становништвом. Клима атола је сувља него на јужнијим острвима, на којима се производило више копре. Касније, током немачког колонијалног периода становници Бикинија ангажовани су да развијају производњу копре.

### Долазак хришћанских мисионара
Амерички протестантски мисионари стигли су на острво Ебон, у јужном делу ланца Ралик, 1857. године. Они су тада острвљане први пут упознали са хришћанством, које је постепено истиснуло њихову матичну религију. Подстицали су жене да покривају груди и усвоје смернији облик одевања.

### Шпанско-немачки уговор из 1899. године
Експлозија бојног брода USS Maine у луци Хавана послужила је као изговор за почетак Шпанско-америчког рата 1898. године. Резултат је био тај да је Шпанија изгубила многе своје преостале колоније. Куба је постала независна док су Сједињене Државе преузеле Порторико и шпанске пацифичке колоније Филипине и Гуам. Шпанији су остале Шпанске источне Индије у Пацифику - око 6.000 сасвим малих острва која су била ретко насељена. Након губитка административног центра Маниле ова мала острва су постала неуправљива, а после целокупног губитка две шпанске флоте 1898. и неодбрањива. Због тога је шпанска влада, уговором који је потписан 12. фебруара 1899. године, Каролинска острва, Маријанска острва, Палау и друге поседе продала Немачкој и она су стављена под контролу Немачке Нове Гвинеје.

### Први светски рат и Јапанска окупација
На самом почетку Првог светског рата, 1914. године, Маршалска острва (самим тим и Бикини) су окупирана од стране јапанске царске морнарице. Јапанци су управљали острвом до почетка Другог светског рата, али су локалне послове углавном препустили традиционалним локалним вођама. Маршалска острва су одједном постала стратешки важна за Јапанце, да би се заштитили од америчке инвазије.

### Други светски рат
Током Другог светског рата Маршалска острва су остала релативно мирна све до фебруара 1944. године, када су у крвавој бици код Кваџалејна америчке снаге заузеле атол Кваџалејн. На крају битке, на Бикинију је остало само пет преживелих јапанских војника, који су радије изабрали да изврше самоубиство него да дозволе да буду заробљени. За Сједињене Америчке Државе ова битка је представљала корак у походу на Јапан и значајну моралну победу. Основана је велика америчка Поморска база Маршалска острва.

#### Програм нуклеарног тестирања
После Другог светског рата, Сједињене Државе су биле укључене у хладноратовску трку у нуклеарном наоружању са Совјетским Савезом. Убрзо након завршетка рата председник Хари Труман је упутио званичнике војске и морнарице да обезбеде место за тестирање нуклеарног оружја на америчким ратним бродовима. Док је војска видела резултате копнене експлозије, морнарица је желела да зна ефекат нуклеарног оружја на бродове. Желели су да утврде да ли се бродови могу распоредити на мору и у лукама на начин који би нуклеарно оружје учинио неефикасним против пловила. Бикини је био удаљен и од редовног поморског и од ваздушног саобраћаја, што га је чинило идеалном локацијом.
Програм тестирања на атолу Бикини представљало је низ од 23 детонације различитог нуклеарног оружја које су Сједињене Државе обавиле између 1946. и 1958. на седам полигона. Детонације су вршене на самом гребену, на мору, у ваздуху и под водом са комбинованим приносом фисије од 42,2 Мт. Тестирање је почело Операцијом Раскршће у јулу 1946.
Радиоактивна контаминација свих циљних бродова на Бејкеровом тесту била је први случај непосредних, концентрисаних радиоактивних падавина као резултат нуклеарне експлозије. Хемичар Глен Т. Сиборг, председник Комисије за атомску енергију, назвао је ово „првом нуклеарном катастрофом на свету“. Након тога уследила је серија тестова који су контаминирали острва атола са довољно радиоактивности, посебно цезијума-137, да контаминирају сву храну узгајану на том тлу.

#### Пресељење становништва на атол Ронгерик
У фебруару 1946. затражено је од 167 становника атола Бикини да се добровољно и привремено преселе, како би влада Сједињених Држава могла да почне да тестира атомске бомбе за „добро човечанства” и „оконча све светске ратове“. После „збуњеног и тужног разматрања“ међу острвљанима њихов вођа, краљ Јуда, пристао је на захтев за пресељење најављујући „Men otemjej rej ilo bein anij“, што се преводи као „Све је у Божјим рукама“. Девет од једанаест глава породицa изабрало је атол Ронгерик за свој нови дом.
Поморски грађевински батаљони Сједињених Држава Seabees помогао је острвљанима да раставе своју цркву и куће и припреме се да их преселе на нову локацију. Мештани су 7. марта 1946. прикупили своје личне ствари и сачувани грађевински материјал и укрцали се на десантно брод Америчке морнарице. Превезени су 200 км на исток, до ненасељеног атола Ронгерик, чија је површина 6 пута мања од површине атола Бикини. Ронгерик је био ненасељен јер на њему није било довољно воде и хране, као и због дубоко укорењених традиционалних веровања да острво прогањају Демонске девојке из Ујаеа . Морнарица им је оставила залихе хране и воде за неколико недеља, што се убрзо показало неадовољним.

#### Проглашење Територије стратешког старања
Године 1947. Сједињене Државе су убедиле Уједињене нације да прогласе острва Микронезије за територију стратешког старања Уједињених нација. Ово је било једино стратешко старање које су УН икада доделиле. Америчка ратна морнарица је вршила контролу из седишта на Гуаму до 1951. године, када је Министарство унутрашњих послова Сједињених Држава преузело ову улогу, управљајући територијом из базе на Сајпану. У Директиви је наведено да Сједињене Државе треба да „промовишу економски напредак и самодовољност становника, и у том циљу... заштитиће становнике од губитка њихове земље и ресурса...“
Упркос обећању да ће „заштитити становнике“, од јула 1946. до јула 1947. године острвљани са атола Бикини остали су на атолу Ронгерик препуштени сами себи и гладовали су због недостатка хране. Тим америчких истражитеља закључио је крајем 1947. да се острвљани морају одмах преселити. Штампа из целог света оштро је критиковала Америчку морнарицу, тврдећи да "домороци буквално умиру од глади."

#### Неуспело пресељење на острво Кили
У јануару 1948. др Леонард Мејсон, антрополог са Универзитета на Хавајима, посетио је атол Ронгерик и био ужаснут оним што је пронашао. Један становник Ронгерика је коментарисао: 
| „ | Добили бисмо неколико риба, а онда би цела заједница морала да подели ову оскудну количину... Риба тамо није била погодна за јело. Била је отровна због онога чиме се хранила. Од њих би нам позлило, као кад ти заспу руке и ноге и ништа не осећаш. Ујутру бисмо устајали да одемо до кануа и падали, јер смо били тако болесни... Онда смо почели да тражимо од ових људи из Америке [да] нам донесу храну... Умирали смо, али они нас нису слушали. | ” |

Мејсон је затражио да се острвљанима на Ронгерику одмах донесе храна и доведе лекар. Морнарица је тада одабрала атол Ујеланг за њихов привремени дом. Младићи са атола Бикини почели су тамо да граде нови смештај за живот, али америчке власти су се предомислиле. Одлучили су да искористе и атол Еневетак као друго место за тестирање нуклеарног оружја и уместо острвљана са Бикинија преселили су становнике тог атола на Ујеланг, у већ изграђене домове.
У марту 1948. године, 184 неухрањена становника острва Бикини поново је пресељено, овога пута на атол Квајалеин, где су добили смештај за живот у шаторима, на трави поред аеродромске писте. У јуну 1948. године, становници Бикинија изабрали су острво Кили за своје дугорочно пребивалиште. Ово изузетно мало острво, једно од најмањих међу Маршалским острвима, површине свега 81 ха, било је ненасељено и није имало локалног врховног владара. Такође му недостаје и корални гребен. У јуну исте године заједница је одабрала двадесетак мушкараца да са припадницима Поморског грађевинског батаљона на Килију започну изградњу села и већ у новембру су се преселили. Након пресељења на Кили становници Бикинија и даље нису имали довољно хране. Убрзо су схватили да овде не могу да се баве риболовом као на Бикинију. Кили је мало острво без мирне, заштићене лагуне. Већи део године је изложено таласима висине 3-6 м, који отежавају риболов и извлачење кануа. Уследила је глад. Године 1949. администрација територије под старатељством донирала је 12 м дугачак брод за транспорт копре, који је настрадао у јаком невремену. Америчке власти допремале су храну из ваздуха, па су острвљани били приморани да се ослањају на Министарство пољопривреде Сједињених Држава (USDA), пиринач и конзервисану робу, као и да купују храну својим додатним приходима. Живот на острву Кили је уништио културу житеља атола Бикини, која се заснивала на риболову и путовањима кануом са острва на острво и до разних острва око атола.
Током 1955. и 1956. године бродови које су слале Сједињене Државе стално су имали проблем са истоваром, због немирног мора око острва, што је довело до додатне несташице хране. Предложено је да се неки острвљани преселе на атол Јалуит, 48 км северније, где је храна била лакше доступна, што је неколицина и учинила. Сједињене Државе су на Јалуиту, на јавном земљишту површине 48 км², формирале сателитску заједницу за ове породице. Три породице су се преселиле одмах и почеле да производе копру за продају, а касније су дошле и друге.
Током 1957. и 1958. године њихове домове на Килију и Јалуиту погодио је тајфун, потопивши брод за снабдевање и оштетивши усеве.

#### Повратак на атол Бикини
У јуну 1968, на основу мишљења научника да су нивои радијације довољно снижени, председник Линдон Б. Џонсон је обећао породицама са Бикинија, које су тада бројале око 540 чланова, да ће моћи да се врате на свој атол. Комисија за атомску енергију очистила је радиоактивне остатке са острва, а америчке власти преузеле су обнову инфраструктуре и поновну садњу усева на атолу. Међутим, убрзо након тога прекинуте су редовне ваздушне линије између атола Квајалеин и Бикини, што је озбиљно ометало напредак. Кокосово дрвеће је коначно поново засађено 1972. године, али је установљено да су кокосови ракови задржали висок ниво радиоактивности и да се не могу јести. Савет за бикини је као резултат тога изгласао одлагање повратка на острво.
Упркос ризику три породичне заједнице које су бројале око 100 чланова те године вратиле су се на своје родно острво. У мају 1977. тим француских научника извршио је додатна испитивања на острву и његовим становницима. Резултати ових накнадних испитивања показали су да је вода у неким бунарима радиоактивна и има опасно високе нивое стронцијума-90, који премашују максималне дозвољене границе према закону Сједињених Држава. Резултати су такође показали да су и пандани и плодови хлебног дрвета опасни за људску исхрану. Узорци урина острвљана на атолу Бикини показали су ниске нивое плутонијума-239 и плутонијума-240. Због тога је Бикини заједница поднела савезну тужбу, тражећи комплетан научни преглед Бикинија и северних Маршалских острва. Међуресорна препирка око одговорности за трошкове одложила је посао за три године. У јуну исте године Министарство енергетике даје изјаву да „сви животни обрасци који укључују острво Бикини премашују савезне [радијацијске] смернице за тридесетогодишњу дозу код становништва“. Касније те године научници су открили 11 пута већи ниво цезијума-137 код свих људи који живе на атолу. У мају 1978. званичници америчког Министарства унутрашњих послова описали су повећање радиоактивног цезијума-137 од 75% као „невероватно”.
Као резултат живота у овако контаминираној средини дошло је до појаве спонтаних побачаја, мртворођености и генетских поремећаја код деце. Научним истраживањима откривено је да се тло корала понаша другачије од тла на копну јер садржи врло мало калијума. Биљке и дрвеће лако апсорбују калијум као део нормалног биолошког процеса, али пошто је цезијум део исте групе у периодном систему елемената, биљке га апсорбују у веома сличном хемијском процесу. Утврђено је да острвљани имају изузетно високе концентрације цезијума у својим телима јер су несвесно конзумирали контаминирано кокосово млеко. Власти су одлучиле да становници атола Бикини морају бити евакуисани са атола по други пут.

### Поновно пресељење на острво Кили
Као резултат војне употребе и неуспелог пресељења, острва су препуна напуштених бетонских бункера и тона тешке опреме, возила, залиха, машина и зграда. Септембра 1978. службеници Повереничког фонда су коначно успели да преселе становнике. Радиолошко истраживање северних Маршалских острва, изнуђено тужбом из 1975. године, почело је тек након што су становници враћени на острво Кили.
Острвљани су 1986. године добили одштету од 75 милиона долара као део новог Споразума о слободном удруживању са Сједињеним Државама, а 1988. још 90 милиона долара за радиолошко чишћење. Године 1987. неколико старешина Бикинија отпутовало је на острво Енеу да би поново успоставили старе линије власништва. Грађевинске екипе су почеле да граде хотел, докове и путеве на Бикинију и инсталирале су генераторе, десалинаторе и далеководе. Основана је организација Bikini Atoll Divers (Рониоци атола Бикини) која је требало да обезбеди додатне приходе острвљанима. Али 1995. године америчка Агенција за заштиту животне средине захтевала је смањење нивоа радијације на 15 милирема (Мр), што је знатно мање од стандарда америчког Министарства енергетике од 100 Мр. Ово је значајно повећало потенцијалне трошкове чишћења и зауставило напоре.
Од 2013. мало острво Кили издржава око 600 становника који живе у кућама од бетонских блокова. Морају се ослонити на доприносе из Поверилачког фонда за пресељење како би допунили приходе које зараде од локалних производа. Свака породица добија 2-3 пута годишње додатне залихе хране, а у неколико локалних продавница може се купити некварљива роба. Струју на острву обезбеђује генератор. Деца похађају основну школу на Килију до осмог разреда, а затим полажу стандардизовани тест да би били примљени у јавну средњу школу у Јалуиту или Маџуру.
Почев од 2011. године острво Кили почели су да погађају периоди поплава током краљевске плиме. Највиша тачка острва Кили је само 30 м изнад нивоа мора, па су океански таласи од 2011. до 2015. године преплавили делове острва најмање пет пута, контаминирајући бунаре на острву. Аеродромска писта на острву је за време и после киша и поплава неупотребљива, јер постаје изузетно блатна. У августу 2015. Савет за Бикини усвојио је резолуцију којом се тражи помоћ од америчке владе да се измени услови Поверилачког фонда за пресељење за људе са Бикинија и да се овог пута преселе ван Маршалских острва.

## Култура
Традиционални начин живота становника Бикини острва био је заснован на узгоју биљака и исхрани плодовима мора - шкољкама и рибом. Острвљани су били вешти рибари. Користили су коноп који су израђивали од кокосове љуске и удице од наоштрених морских шкољки. Познавали су више од 25 метода риболова. Узгајали су патке, свиње и кокошке за храну и држали псе и мачке као кућне љубимце. Били су вешти градитељи чамаца и навигатори. На традиционалним проа чамцима са два трупа кретали су се до острва на атолу и других атола на Маршаловим острвима. Били су релативно изоловани и развили су друштво базирано на проширеним породичним заједницама и заједничкој традицији. Сваку лагуну су водили краљ и краљица, који су са поглавицама породица и њиховим женама чинили владајућу касту.
О личном здрављу се често не разговара осим у породици. Жене су посебно дискретне по питању женских здравствених проблема, иако су спремне да причају о својим грудима.
Године 1914. острва је окупирао Јапан. Под окупацијом су острвљани обрађивали плантаже копре (осушено језгро кокосовог ораха), а Јапанци су узимали део профита. У то време ово је била уносна делатност. Становници Маршалских острва су били поносни на гостопримство које указују једни другима, чак и даљим рођацима.

### Језик
Већина становника Маршалских острва говори маршалски језик и макар донекле шпански. Државна управа користи маршалски.

### Одевање
Традиционална одећа мушкараца састоји се од сукње са ресама дужине 60-80 цм. Женска традиционална одећа састоји се од две тканине површине око 1,2 м² опасане око струка. Пређа за ове тканине прави се од листова биљке пандан и хибискуса. Деца најчешће нису носила никакву одећу. Хришћански мисионари који су стигли на острва крајем 19. века утицали су на схватање острвљана о смерности. Они су наметнули женску хаљину оау (wau), названу тако по имену хавајског острва Оаху. Ова хаљина била је дугачка и широка, са дугим рукавима и високим оковратником, кројена тако да покрије што је могуће већи део тела. Данас жене на Маршалским острвима традиционално покривају и рамена и бедра. Углавном носе муму (широка хаљина хавајског порекла која виси са рамена) или сличну одећу која покрива већи део тела. Муму хаљине су памучне или направљене од финог полиестера који се брзо суши. У главном граду Маџура деколтиране коктел хаљине сматрају се неприкладним како за острвљане тако и за госте. Захваљујући све већем утицају западних медија, млађе генерације све више прихватају светске модне трендове у одевању. Мајице, фармерке, сукње и шминка стижу на острва преко медија. Међу острвљанима је обичај да се у кући скида обућа.

### Друштвено уређење
Острвљани Бикинија и данас права на земљиште сматрају примарном мером богатства.
| „ | За све становнике Маршалских острва земља је злато. Да сте власник земље сматрали бисте се веома важном фигуром у нашем друштву. Без земље на вас би се гледало као на особу без значаја... Али земља овде на Бикинију је сада отровна земља. | ” |

Свака породица је део клана (Bwij), који поседује сву земљу. Клан је одан краљу (Iroij). Краљеви надгледају старешине кланова (Alap), које издржавају радници (Dri-jerbal). Краљеви контролишу поседовање земље, коришћење и дистрибуцију ресурса и решавају спорове. Старешине надгледају коришћење земљишта и дневне активности. Радници обрађују земљу, укључујући пољопривреду, чишћење и изградњу.
Маршалско друштво је матрилинеарно и земља се преноси са генерације на генерацију преко женске линије (мајке). Власништво над земљом повезује породице у кланове. Баке и деде, родитељи, унуци, тетке, ујаци и рођаци чине проширене, блиско повезане породичне групе. Један од најзначајнијих породичних догађаја је први рођендан детета (kemem), који рођаци и пријатељи прослављају гозбама и песмом.

#### Новчане надокнаде за земљу
Новчане надокнаде за земљу, исплаћене у 20. веку као накнада за штету нанету атолу Бикини и начину живота острвљана, подигле су њихове приходе у односу на друге становнике Маршалских острва, што је довело до тога да неки од њих постану економски зависни од уплата из Повереничког фонда. Ова зависност је умањила интересовање појединаца за традиционалне економске активности попут производње тароа и копре. Овај потез је такође променио традиционалне обрасце друштвеног уређења и политичке организације. На Бикинију су права на земљиште и власништво над земљом били главни фактор у друштвеном и политичком организовању и вођству. Након пресељења и насељавања на острву Кили развио се двојни систем поседовања земље. Исплате из повереничког фонда су делимично засноване на власништву над земљиштем на Бикинију и на основу тренутног власништва над земљиштем на Килију.
Пре него што су пресељени, заједницу је водио локални краљ и били су под номиналном контролом врховног краља Маршалских острва. После расељавања имали су већу интеракцију са представницима Повереничког фонда и америчке владе и почели су да траже подршку од њих.

## Животна средина
Атол Бикини је део ланца Ралик ("ланац заласка сунца") у склопу Маршалских острва.

### Географија
Око 74 км северозападно од атола налази се Водејебато, вероватни штитасти вулкан који је са атолом повезан преко подморског гребена.
Атол Бикини чине 23 острва (острва Боконијиен, Аерокојлол и Наму су испарила током нуклеарних проба). Острва су састављена од ниског коралног кречњака и песка. Просечна надморска висина је само око 2,1 м изнад нивоа осеке. Укупна површина лагуне је 5.941,4 км². Примарни дом острвљана било је најсевероисточније и највеће острво Бикини, површине 237 ха и дужине 40 км.

### Флора и фауна
Острвљани су на атолу Бикини гајили аутохтону храну укључујући кокосове палме, пандан, папају, банане, стрелицу, таро, лимете, хлебно дрво и бундеву. На острвима такође расте и велики број самониклих биљних врста.

### Клима
Клима на острвима је топла и влажна. Температура ваздуха на атолу Бикини је 27—29 °C током целе године. Температура воде је такође 27—29 °C током целе године. Острва се граниче са пацифичким појасом тајфуна. Влажна сезона је од маја до децембра, док пасати од јануара до маја стварају веће таласно дејство.

### Девастација животне средине услед нуклеарних проба
Сједињене Америчке Државе су између 1946. и 1958. године на атолу Бикини детонирале 23 нуклеарна уређаја на седам полигона - на гребену, унутар атола, у ваздуху и под водом. Имали су комбиновани принос фисије од 42,2 Мт. Тестирање је почело у јулу 1946. серијом експлозија названом Операција Раскршће.

Да би се омогућило бродовима са већим газом да уђу у лагуну и припреме се за нуклеарне пробе, коришћен је експлозив којим је пресечен канал кроз гребен и разнесене су велике коралне главе у лагуни. Подводне нуклеарне експлозије направиле су велике рупе на дну лагуне, које су делимично поново попуњене остацима експлозије. Огромне количине озраченог и уситњеног корала и блата прошириле су се после ових експлозија широм лагуне и околних острва. Атол је повратио скоро 65% биодиверзитета који је постојао пре радиоактивне контаминације, али се верује да је 28 врста корала локално изумрло.
Након завршетка нуклеарних тестова на острвима Бикини и Енју поново су засађене кокосове палме, по схеми квадратне мреже 9х9 м.
Животињски свет на атолу био је озбиљно погођен нуклеарним пробама. Данас постојеће копнене врсте укључују мале гуштере, ракове пустињаке и кокосове ракове. Острва посећују и различите птице.

## Становништво
Када су Сједињене Државе 1946. године затражиле од острвљана да се преселе, популацију на Бикинију чинило је око 186 становника, од којих 19 није живело на самом острву. Сходно традиционалном друштвеном уређењу, они су чинили око 40 породица. Сви они су се добровољно преселили на атол Ронгерик, затим на атол Кваџалејн и још једном, у новембру 1948. на острво Кили. У том тренутку популација је бројала 184 острвљана. Касније им је понуђено јавно земљиште на острву Еџит и неколико породица се преселило тамо како би узгајали копру. Године 1970. око 160 становника острва Бикини вратило се да живи на атолу, пошто су их власти увериле да је безбедан. Ту су живели 10-ак година, све док научници нису открили да је ниво цезијума-137 у њиховом организму 11 пута већи од дозвољеног и утврдили да острво ипак није безбедно за живот људи. У септембру 1978. године 178 становника поново је евакуисано.
Од тада се један број потомака преселио у Маџуро, главни град Маршалских острва, на друга острва или у Сједињене Државе. Године 1999. од укупно 2.600 острвљана 1.000 је живело на Килију, 700 у Маџуру, 275 на Еџиту, 175 на другим острвима или атолима и 450 у Сједињеним Државама. Међу њима је остао још 81 острвљанин који је био међу онима који су напустили атол 1946.
Према подацима из 2001. године становништво ових расељених острва бројало је око 2.800 људи.
Према подацима из марта 2016. било је 5.400 потомака становника Бикини острва: 800 острвљана који живе на Килију, 2.550 у Маџуру, 300 на Еџиту, 350 на другим Маршалским острвима и 1.400 у Сједињеним Државама и другим земљама. Од тог броја само њих 25 је живело на Бикинију 1946. Стална популација атола тренутно има 4–6 старатеља, међу којима су и потомци расељених острвљана. Они помажу Министарству енергетике САД у праћењу тла, тестирању метода чишћења, мапирању олупина у лагуни и праћењу посетилаца током роњења.

## Данашње државно уређење
Острвљани Бикинија су историјски били лојални краљу. Након што су се Маршалска Острва, Уговором о слободном удруживању из 1986. године, одвојила од Сједињених Америчких Држава, уставом је успостављен дводомни парламент. Горњи дом је консултативно тело, познато као Council of Irooj. Чине га локални краљеви који саветују доњи дом о традиционалним и културним питањима.
Доњи дом или Nitijela чине 33 сенатора који се бирају у 24 изборна округа, што одговара броју атола Маршалских острва. Бирачко право имају сви грађани старији од 18 година. Доњи дом бира председника, а он кабинет из њихових редова.

### САД за везу
Локална влада сарађује са плаћеним официром за везу у САД за локалну управу атола Бикини, који је вршилац дужности менаџера пројеката Бикини/Кили/Маџуро. Он је такође менаџер туристичких тура и надгледа рониоце.

## Поверенички фондови
Године 1975, када су острвљани који су се вратили на атол Бикини сазнали да острво није безбедно, тужили су Сједињене Државе за 900 милијарди долара, захтевајући радиолошко истраживање северних острва.
Исте године Сједињене Државе су основале Хавајски поверенички фонд за људе Бикинија, у укупном износу од 3 милиона долара. Када су острвљани 1978. пресељени са острва фонду је додато још 3 милиона долара. Затим је 1982. основан још један фонд од 20 милиона долара, у који је додато још 90 милиона долара за чишћење, реконструкцију домова и објеката и расељавање острвљана на острвима Бикини и Енеу.
Године 1983. САД и Маршалска острва потписали су Споразум о слободном удруживању, којим су Маршалска Острвима добила независност. Споразум је ступио на снагу 1986. године и накнадно је модификован Измењеним споразумом који је ступио на снагу 2004. Такође је основан и Трибунал за нуклеарне захтеве, који је добио задатак да донесе одлуку о одштети жртвама и породицама погођеним програмом нуклеарног тестирања. Исплате су почеле 1987. године. Сједињене Државе су обезбедиле 150 милиона долара надокнаде за штету узроковану програмом нуклеарног тестирања и расељавање острвљана са њиховог матичног острва.
Године 2001. Трибунал за нуклеарне захтеве пресудио је против Сједињених Држава за штету нанету острвима и њиховим становницима и доделио 278 милиона долара за губитак могућности коришћења земљишта, утврдивши да су акције САД представљале „привремено одузимање“. Трибунал је доделио и додатну суму од 250 милиона долара за рехабилитацију атола, како би се Бикини вратио „у безбедно и продуктивно стање“.
Међутим, амерички Конгрес није успео да финансира нагодбу. Једини излаз био је да људи из Бикинија поднесу петицију Конгресу да финансира исплату. Међутим, Врховни суд Сједињених Држава одбио је жалбу Острвљана на одлуку Апелационог суда Сједињених Држава којом је одбио да примора владу да финансира њихов захтев. До 2001. године, од првобитних 167 становника који су пресељени, 70 је још увек било живо, а целокупна популација је порасла на 2.800. Већина острвљана и њихових потомака живели су на Килију, у Маџуру и у Сједињеним Државама.
Хавајски поверенички фонд за народ Бикинија угашен је у складу са законом у децембру 2006. Вредност Поверилачког фонда за пресељење за становништво Бикинија на дан 31. марта 2013. износила је приближно 82 милиона долара, а Повереничког фонда за потраживања за Бикини приближно 60 милиона долара. Сваки члан фонда добија око 500 долара годишње, а фондови приходују новац од улагања, са мало новца који остаје на располагању за чишћење.
Представници народа Бикини очекују да ће овај процес трајати много година и не знају да ли ће Сједињене Државе поштовати услове Споразума о слободном удруживању.

## Светска баштина
Пошто се на атолу Бикини налазе директни и опипљиви докази о нуклеарним тестовима који су тамо спроведени, Унеско је утврдио да атол симболизује зору нуклеарног доба и 3. августа 2010. прогласио га је светском баштином
| „ | Атол Бикини је сачувао директне опипљиве доказе ... који показују моћ ... нуклеарних тестова, односно олупине бродова послатих на дно лагуне тестовима из 1946. и гигантски кратер Браво. Еквивалентно 7.000 пута већој снази бомбе у Хирошими, тестови су имали велике последице на геологију и природно окружење атола Бикини, као и на здравље људи који су били изложени радијацији. Кроз своју историју атол симболизује зору нуклеарног доба, упркос парадоксалној слици мира и земаљског раја. | ” |

## Приступ посетиоцима
Крајем 80-их на Бикинију је почела изградња хотела, докова, путева и инсталирање генератора, десалинатора и далековода. Основана је организација Bikini Atoll Divers (Рониоци атола Бикини) која је требало да обезбеди додатне приходе острвљанима. Међутим, 1995. године америчка Агенција за заштиту животне средине захтевала је смањење нивоа радијације на 15 милирема (Мр), што је знатно мање од стандарда америчког Министарства енергетике од 100 Мр. Ово је значајно повећало потенцијалне трошкове чишћења и зауставило напоре.
Бикини атол данас је отворен само за посетиоце који бораве на пловилима која су потпуно самостална, уз претходно одобрење. Посетиоци такође морају да имају пратњу локалног професионалног рониоца и два представника савета локалне самоуправе. Представници савета локалне самоуправе између осталог имају и задатак да пазе да посетиоци не уклањају артефакте са олупина у лагуни. Спроведена су опсежна истраживања како би се осигурала безбедност посетилаца овог подручја и демонстрирао сада низак ниво радијације у и око атола Бикини.

### Роњење у бикини лагуни
Јуна 1996. Савет за Бикини одобрио је ронилачке туре као извор за остваривање додатних прихода за становнике Бикинија, тренутно и након њиховог евентуалног повратка. Савет за Бикини ангажовао је ронилачког водича Едварда Медисона, који је живео на острву од 1985, као главног професионалног рониоца, и Фабија Амарала, у то време бразилског држављанина, као менаџера одмаралишта. Обиласци су ограничени на мање од десет искусних ронилаца недељно, коштају више од 5.000 америчких долара и укључују детаљну историју нуклеарних тестова. Ова активност је током сезоне 2001. (од маја до октобра) донела приход већи од 500.000 долара.

#### Објекти на копну
Да би се прилагодио ронилачком програму и риболовцима, Савет за Бикини је изградио нове климатизоване собе са сопственим купатилима и тушевима, укључују терасе са погледом на лагуну. Постојао је и ресторан у ком су се служили класични амерички оброци, али и локални специјалитети са свежим морским плодовима. Истовремено је у комплексу могло да борави само 12 посетилаца. Због дуготрајне контаминације, сво воће и поврће које се користи је увезено. У септембру 2007. године престао је да лети последњи авион на локалним линијама авионске компаније Air Marshall Islands, јер се за њега више нису могли наћи резервни делови. Неколико ронилаца и новинара тада су недељу дана остали заробљени острву Бикини. Ронилачке туре уз боравак на копну обустављене су од августа 2008. године.

#### Програм роњења уз боравак на броду
У октобру 2010. успешно је организована прва ронилачка тура уз боравак на броду. Локална влада је 2011. године лиценцирала рониоца као вођу ронилачких експедиција на „Флоту нуклеарној духова” на атолу Бикини. Сезона роњења траје од маја до октобра. Посетиоци и даље могу, у циљу кратког боравка, да слете на острво. Од 2017 атол Бикини налази се и на листи ронилачких дестинација.
Пошто је лагуна тако дуго остала недирнута, у њој је морска флора и фауна богатија него што је уобичајено за околно подручје, укључујући и ајкуле, што повећава интересовање ронилаца за ово подручје. Видљивост је преко 30 м дубине. Лагуна је изузетно популарна међу рониоцима и сврстава се међу 10 најбољих ронилачких локација на свету.
Посетиоци, поред ронилачког доживљаја, добијају и лекцију из историје, укључујући филмове и комплетне податке о сваком од потопљених бродова. Ту се налази и други по величини од само три потопљена носача авиона на свету који су доступни рониоцима.

#### Олупине бродова
Олупине бродова у лагуни укључују осам америчких и два јапанска војна брода, међу којима су 3 бојна брода, 2 транспортера, 2 разарача, 2 подморнице и лака крстарица.

#### Спортски риболов
Власти атола Бикини одобриле су за посетиоце и спортски риболов. Иако су атомске експлозије уништиле три острва и контаминирале већи део атола, после 50 година корални гребени су се углавном опоравили. Гребени привлаче гребенске рибе и њихове предаторе: белу туну (14 кг), баракуду (9,1 кг) и џиновског тревалија (23 кг). С обзиром на дуготрајно одсуство људи, лагуна Бикини нуди спортистима једно од најнеобичнијих окружења за риболов на свету.

## Насељивост острва
Године 1998. саветодавна група, формирана као одговор на захтев Владе Маршалских острва за независну међународну ревизију радиолошких услова на атолу Бикини, препоручила је да у тадашњим условима острво Бикини не би требало да буде трајно насељено.
Потенцијал да се острво учини усељивим од тада се значајно побољшао. Процене из 2012. показале су да ниво цезијума-137 опада знатно брже него што је ико очекивао. Тери Хамилтон, научни директор програма за процену нивоа зрачења и радиоекологију на Маршалским острвима, известио је да су се „услови на Бикинију заиста променили и убрзано се побољшавају. Коришћењем комбиноване методе уклањања земље и додавања калијума можемо се веома приближити стандарду од 15 милирема. То је тако последњих 10 година. Дакле, сада је време када би становници Бикинија, ако би желели, могли да се врате назад.”
Према извештају из 2013. године око 4.880 потомака некадашњих становника атола Бикини живи на Килију и другим Маршалским острвима, а неки су емигрирали у Сједињене Државе. Острво Бикини тренутно посећује неколико научника, а на њему живи 4-6 старатеља. Острвљани желе да се горњи слој земље уклони, али им недостају потребна финансијска средства. Могућност да се потенцијално врате на своје матично острво код неких острвљана ствара дилему. Иако би острво могло бити насељиво у блиској будућности, практично сви острвљани који су данас живи никада тамо нису живели. Већина припадника млађих генерација никада није посетила ово острво. Од 2013. године, незапосленост на Маршалским острвима износила је око 40 процената. Становништво расте по стопи од четири процента, тако да све већи број становника Маршалских острва користи услове из Уговора о слободном удруживању из 1986. године, који им омогућавају да добију посао у Сједињеним Државама.

## Бикини у популарној култури

### Филмови
- Документарни филм Bikini – mon amour (Бикини - љубави моја) приказује ефекте дуготрајне радијације ниског нивоа на становништво.[72]
- Италијански документарни филм Mondo Cane (Пасји свет) из 1962. приказује ефекте дуготрајне радијације ниског нивоа на дивље животиње.

### Телевизијске емисије
Никлодеонова анимирана серија Сунђер Боб Коцкалоне претежно се одвија у Бикини Ботому, подводном граду који се наводно налази испод атола названог по атолу Бикини.
Током интервјуа са Томом Кенијем, глумцем који је дао глас Сунђер Бобу, упитан је о популарној теорији да је Сунђер Боб резултат нуклеарног тестирања. Његов коментар био је:
| „ | Па, Бикини Ботом је на неки начин добио име по атолу Бикини, где су радили нуклеарна тестирања пре неколико деценија ... Не мислим да су Сунђер Боб и његови пријатељи мутације. | ” |

### Дизајн купаћих костима
Четири дана након што је прва нуклеарна бомба детонирана изнад атола Бикини током операције Раскршће, француски модни креатор Луј Реар је представио нови дизајн купаћег костима назван бикини по атолу. Реар је био машински инжењер по образовању и менаџер у продавнице доњег рубља своје мајке у Паризу. Нови одевни предмет је представио медијима и јавности 5. јула 1946. на јавном базену у Паризу.
Реар није могао да нађе манекенку која би обукла његов модел купаћег костима, па је ангажовао 18-годишњу Стриптизету из Париза. Мушкарци су били одушевљени овим дизајном. Реар се надао да ће његов модел купаћег костима који открива „створити експлозивну комерцијалну и културну реакцију” сличну по интензитету друштвеној реакцији на нуклеарне пробе на атолу Бикини. Новинари су модел описали као  „модну атомску бомбу”.
Како открива женске бутине и рамена, бикини крши савремене друштвене норме које и даље владају међу становницима Маршалских острва, док су културни табуи у вези са женским грудима мање строги. Жене са Маршалских острва пливају у својим Мумуима који су направљени од финог полиестера који се брзо суши. Ношење бикинија на Маршалским острвима углавном је ограничено на плаже и базене са ограниченим приступом, попут оних у приватним одмаралиштима или на објектима владе Сједињених Држава.

## Галерија слика
- Становници атола Бикини
- Амерички бункер на острву
- Задњи део бункера
- Острво гледано из ваздуха
- Поглед на обалу из ваздуха
- Прикупљање узорака рибе из лагуне на атолу Бикини